# Руерг
 Тази статия е за историческата област.  За графството вижте Руерг (графство).  
Руерг (на френски: Rouergue) е историческа провинция на Франция, включваща днешния департамент Аверон и малки части от съседните Тарн е Гарон и Лот.

## История
През Средновековието територията на областта е част от графствата Руерг и Родез, които са присъединени към френския кралски домен съответно през 1271 и 1607 година. От 1579 година е част от генералитета Гиен, от 1635 година – от Монтобан, който през 1779 година е преобразуван в провинция От Гиен.